# Alina Sánchez
Alina Sánchez (San Martín de los Andes, 1986 - Hassaké, 17 mars 2018), également connue sous le nom de Lêgerîn Çîya, est une médecin argentine, internationaliste, féministe et révolutionnaire, qui étudie à l'École latino-américaine de médecine (ELAM) à Cuba.
Sánchez rejoint les Unités de protection de la femme (YPJ) en 2011 et travaille dans le système de santé de l'Administration autonome du nord et de l'est de la Syrie (AANES). Elle est décédée dans un accident de voiture le 17 mars 2018, alors qu'elle se rendait dans la ville de Hassaké,,,. En son honneur, l'hôpital de Tell Tamer de la région de Jazira porte désormais son nom.

## Biographie
Sánchez est née à San Martín de los Andes, Neuquén, Argentine, et a grandi à Cordoue.
Fervente défenseur de l'indépendance politique et de l'organisation étudiante dès son plus jeune âge, elle a étudié l'anthropologie à l'Université nationale de Córdoba pendant une brève période. En 2005, elle a reçu une bourse de la République de Cuba et a commencé ses études à l'ELAM, où elle est devenue médecin. Sánchez a rejoint le YPJ en 2011.
À propos de son expérience de la mise en œuvre des politiques de santé publique dans l'AANES, Sánchez a déclaré : « Au cours de la première année d'autonomie, la plupart des médecins sont partis pour l'Europe. Cela s'est passé comme à Cuba. Les hôpitaux ont été détruits. Dans cette situation, nous avons commencé à travailler avec les assemblées populaires. Il est vital pour nous de pouvoir construire de petites pièces dans les quartiers, pour que les femmes qui sont dans les champs, qui travaillent avec des plantes, puissent apporter ces connaissances au système éducatif. Nous ne voyons pas la zone militaire séparée du secteur civil. C'est la même population, à travers les assemblées populaires, qui doit prendre soin de leurs blessés. Maintenant, les gens ont compris qu'ils étaient «leurs» blessés, que les forces d'autodéfense faisaient partie de la ville. L'autodéfense est organisée dans chaque quartier et ce processus transforme l'ensemble de la population. Même aux médecins qui sont les plus grands représentants du positivisme et du pouvoir de l'État-nation ».